# 원당초등학교 (양구군)
원당초등학교는 대한민국 강원특별자치도 양구군 동면에 있는 공립 초등학교이다.

## 학교 연혁
- 1955년 4월 16일 덕곡국민학교로 개교
- 1957년 4월 15일 원당국민학교로 개칭 인가
- 1987년 3월 3일 병설유치원 개원
- 1996년 3월 1일 원당초등학교로 개칭
- 2016년 2월 12일 제61회 졸업식(졸업생 누계 1,867명)
- 2016년 3월 1일 제21대 임쌍용 교장 취임
- 2018년 3월 1일 제22대 차경희 교장 취임

## 참고 자료
- 원당초등학교 - 한국교육학술정보원 학교알리미